# Richard Coffey
Richard Lee Coffey (2 de septiembre de 1965, Aurora, Carolina del Norte) es un exjugador de baloncesto estadounidense cuya carrera profesional transcurrió en distintos clubes de Estados Unidos, incluido los Minnesota Timberwolves de la NBA, y de Europa. Es el padre del también baloncestista profesional Amir Coffey.

## Trayectoria deportiva
- High School. Aurora, North Carolina.
- 1986-90 Universidad de Minnesota. NCAA
- 1990-91 Minnesota Timberwolves. NBA
- 1991-92 Cukorova Estambul. TBL
- 1992 Rapid City Thrillers. CBA
- 1992 Cáceres CB. ACB
- 1992-94 Rapid City Thrillers. CBA
- 1994-97 PTT Ankara. TBL